# Hesperomyia erythrocera
Hesperomyia erythrocera är en tvåvingeart som beskrevs av Brauer och Julius Edler von Bergenstamm 1889. Hesperomyia erythrocera ingår i släktet Hesperomyia och familjen parasitflugor. Inga underarter finns listade i Catalogue of Life.